# Rod Coleman
Roderick (Rod) William Coleman (Whanganui, 9 juni 1926 - 6 augustus 2019) was een Nieuw-Zeelands motorcoureur. Hij was fabriekscoureur voor Associated Motor Cycles, waarvan het merk AJS deel uitmaakte.
Met machines van AJS reed hij in de Isle of Man TT en in het wereldkampioenschap wegrace van 1951 tot 1954.
Rod Coleman was de eerste officiële inschrijving van de Auto Cycle Union van Nieuw-Zeeland, maar niet de eerste coureur uit Nieuw-Zeeland die in de TT van Man startte. Zijn vader Percy "Cannonball" Coleman had dat in 1930 al gedaan, maar was zowel in de Junior TT als de Senior TT uitgevallen. De eerste Nieuw-Zeelandse coureur in de TT was Alan Woodman, die in 1910 deelnam maar tijdens de trainingen een been verloor.

## Carrière
Coureurs uit het Brits Gemenebest reden vaak in de winter wedstrijden in eigen land, maar in de zomer kwamen ze naar Europa om aan races deel te nemen. Zo kwamen er in de jaren vijftig coureurs uit Rhodesië (Ray Amm, Gary Hocking en later Jim Redman) en Australië (Bob Brown, Keith Campbell en Ken Kavanagh).
In 1951 werd Rod Coleman met een AJS 7R twaalfde in het 350 cc wereldkampioenschap. Hij was in de TT van Assen vierde geworden en hij werd zesde in de GP van Frankrijk en in de GP des Nations in Monza. In de Junior TT werd hij achtste, maar in de Senior TT viel hij met een Norton Manx uit.
In 1952 werd hij samen met Jack Brett opgenomen in het fabrieksteam van AJS. Harry Hatch had opdracht gekregen de AJS E90, waarmee Leslie Graham in 1949 de eerste 500 cc wereldtitel had veroverd, te verbeteren. De machines van Gilera en MV Agusta waren toen echter al bijna niet te verslaan, maar Coleman werd met de nieuwe AJS E95 wel de beste AJS-rijder in de 500 cc klasse met een vierde plaats. Dat gebeurde ook in de 350 cc klasse met de AJS 7R maar in die klasse wist hij in bijna alle wedstrijden het podium te halen.
In 1953 was de AJS E95 al veel te traag geworden. Coleman werd opnieuw de beste AJS-rijder, maar hij werd in de 500 cc klasse slechts tiende. Met de AJS 7R werd hij in de 350 cc klasse zesde.
In 1954 werd Rod Coleman achter Ray Amm tweede in de Ulster Grand Prix, maar nu had hij de pech dat de race door het slechte weer van 27 naar 15 ronden werd ingekort en daardoor niet meetelde voor het wereldkampioenschap. Dankzij een vierde plaats in de TT van Assen en een vijfde plaats in de GP van Zwitserland werd hij twaalfde in de 500 cc eindstand. Hij won wel de GP van Zweden, maar die telde niet mee voor het wereldkampioenschap. Met de AJS 7R ging het in dit jaar echter veel beter. Rod Coleman won de Junior TT. Daarmee was hij de eerste Nieuw-Zeelander die de Isle of Man TT won én de laatste naoorlogse winnaar met een AJS. Hij werd ook tweede in de GP van Duitsland, derde in Assen en vijfde in Zwitserland en in de totaalstand werd hij derde.
Na dit seizoen beëindigde hij zijn carrière. Hij trouwde met de Britse Jacqueline Etherington en ging terug naar Whanganui waar hij een handel in motorfietsen en auto's begon.
In 2006, op 81-jarige leeftijd, reed Rod Coleman nog steeds met motorfietsen. Hij werd 93 jaar oud.

## Wereldkampioenschap wegrace resultaten
(Races in cursief geven de snelste ronde aan)
| Jaar | Klasse | Team  | Motorfiets      | 1     | 2       | 3           | 4       | 5       | 6      | 7       | 8       | 9       | Punten | Plaats | Overwinningen |
| ---- | ------ | ----- | --------------- | ----- | ------- | ----------- | ------- | ------- | ------ | ------- | ------- | ------- | ------ | ------ | ------------- |
| 1951 | 350 cc | Privé | AJS 7R          | SPA - | ZWI -   | IOM 8       | BEL 4   | NED -   | FRA 6  | ULS -   | NAT 6   |         | 5      | 12e    | 0             |
| 1951 | 500 cc | Privé | Norton 30M Manx | SPA - | ZWI -   | IOM DNF     | BEL 10  | NED -   | FRA 11 | ULS DNF | NAT DNF |         | 0      | -      | 0             |
| 1952 | 350 cc | AJS   | 7R              | ZWI 2 | IOM 3   | NED 3       | BEL -   | DUI -   | ULS 3  | NAT 2   |         |         | 20     | 4e     | 0             |
| 1952 | 500 cc | AJS   | E95             | ZWI 5 | IOM 4   | NED 5       | BEL 5   | DUI DNF | ULS 2  | NAT DNF | SPA -   |         | 14     | 4e     | 0             |
| 1953 | 350 cc | AJS   | 7R              | IOM - | NED -   | BEL 6       |         | FRA -   | ULS 3  | ZWI 3   | NAT -   |         | 9      | 6e     | 0             |
| 1953 | 500 cc | AJS   | E95             | IOM 4 | NED DNF | BEL 5       |         | FRA 7   | ULS 7  | ZWI 5   | NAT -   | SPA DNF | 7      | 10e    | 0             |
| 1954 | 350 cc | AJS   | 7R              | FRA - | IOM 1   | ULS -       | BEL -   | NED 3   | DUI 2  | ZWI 5   | NAT DNF | SPA -   | 20     | 3e     | 1             |
| 1954 | 500 cc | AJS   | E95             | FRA - | IOM DNF | ULS afgebr. | BEL DNF | NED 4   | DUI 8  | ZWI 5   | NAT DNF | SPA -   | 5      | 12e    | 0             |